# Prakšice
Prakšice jsou obec v okrese Uherské Hradiště ve Zlínském kraji. Obec leží přibližně 20 km východně od Uherského Hradiště, uvnitř zvlněné krajiny malebného Moravského Slovácka. Leží v údolí, ze dvou stran obklopena hlubokými lesy, na březích potoků Holomňa a Prakšického potoku. Dle obce byl nazván i přilehlý přírodní park Prakšická vrchovina s rozmanitou flórou a faunou. Žije zde přibližně 1 000 obyvatel.

## Historie
První písemná zmínka o obci pochází z roku 1141 (Praxici).

## Obyvatelstvo
| Rok            | 1869 | 1880 | 1890 | 1900 | 1910 | 1921 | 1930 | 1950 | 1961  | 1970  | 1980 | 1991 | 2001 | 2011 | 2021 |
| -------------- | ---- | ---- | ---- | ---- | ---- | ---- | ---- | ---- | ----- | ----- | ---- | ---- | ---- | ---- | ---- |
| Počet obyvatel | 662  | 714  | 821  | 887  | 915  | 903  | 961  | 905  | 1 063 | 1 048 | 967  | 945  | 935  | 970  | 990  |
| Počet domů     | 141  | 155  | 168  | 185  | 187  | 187  | 217  | 227  | 246   | 248   | 253  | 276  | 282  | 298  | 318  |

## Obecní správa

### Obecní symboly
Znak a vlajka byly obci uděleny rozhodnutím předsedy Poslanecké sněmovny Parlamentu České republiky dne 9. prosince 1996.

## Pamětihodnosti
- Kostel Krista Krále
- Prakšická hrušeň

## Fotogalerie

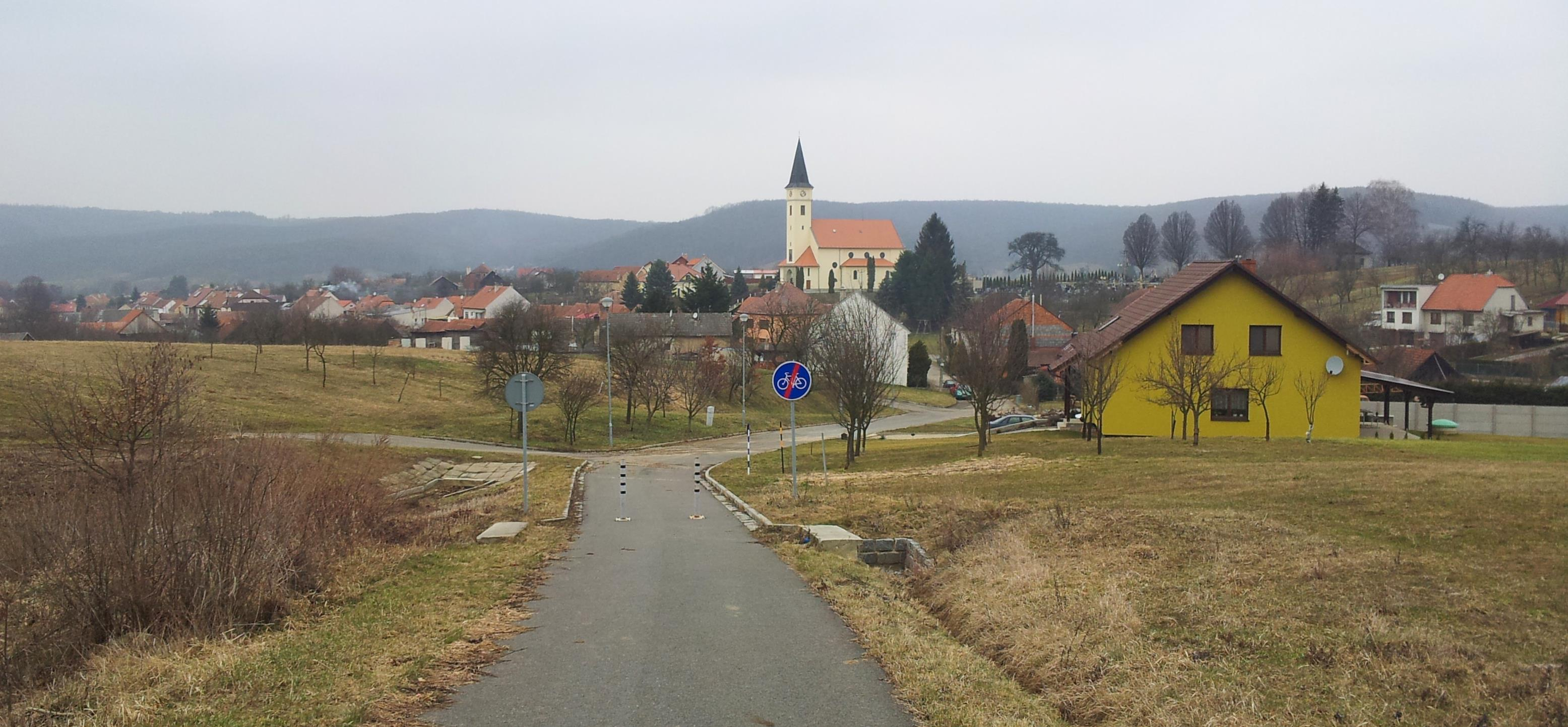
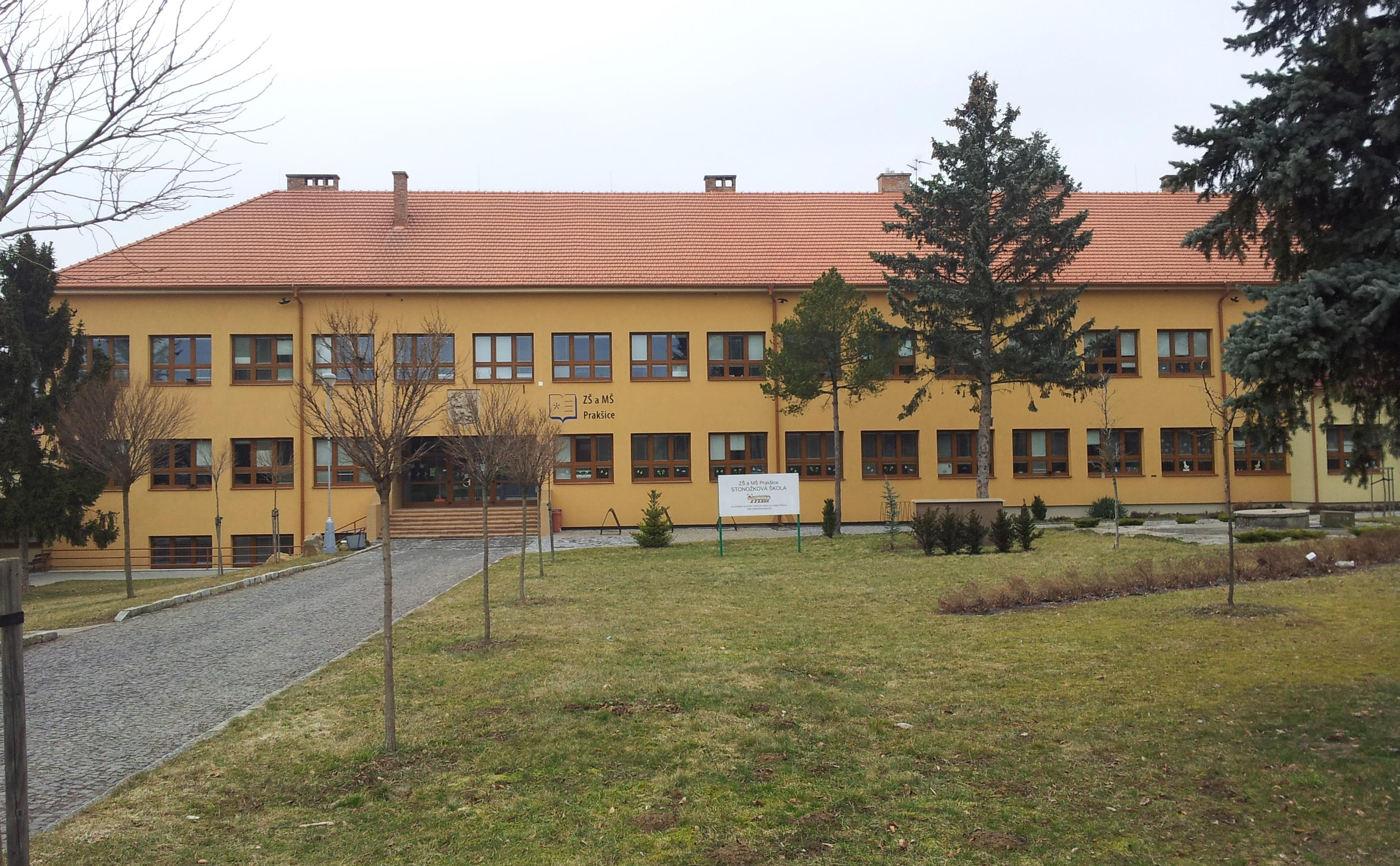
Škola
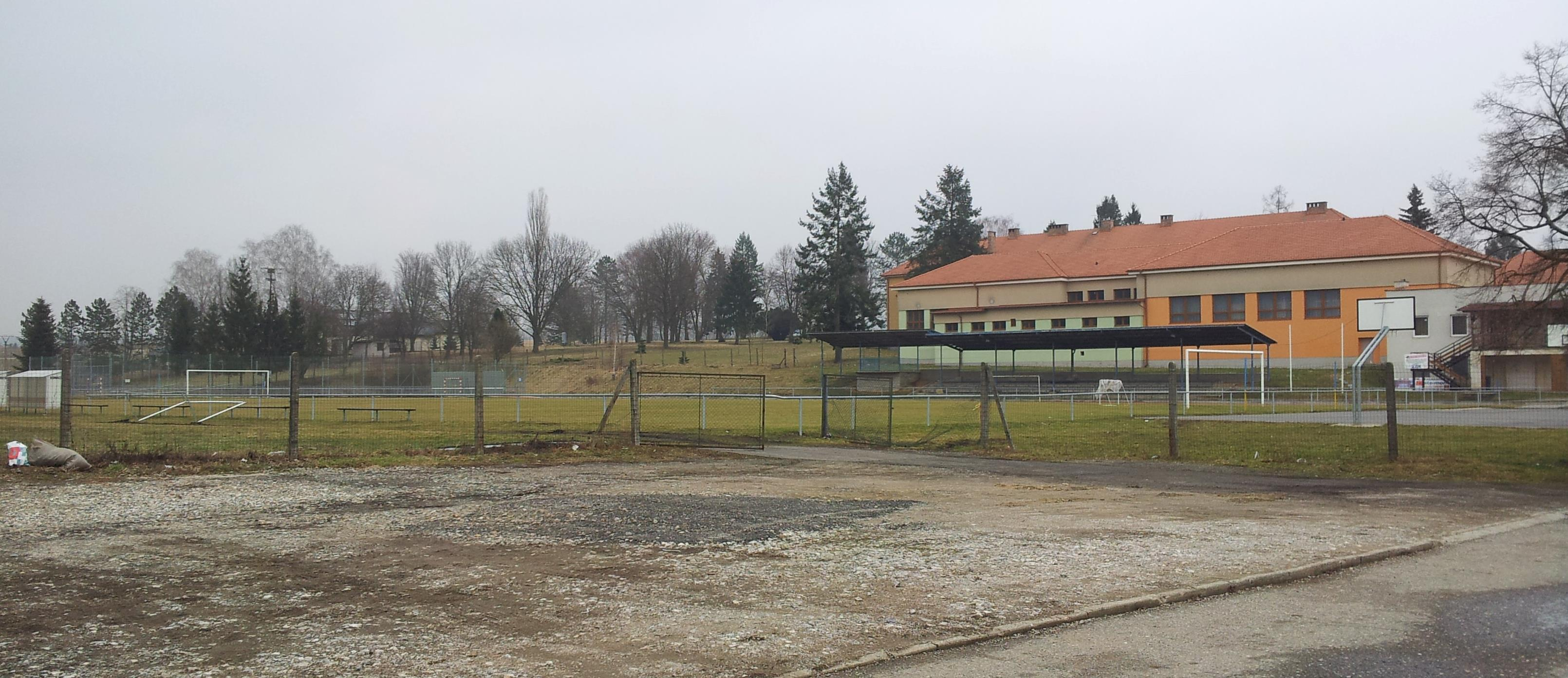
Fotbalové hřiště
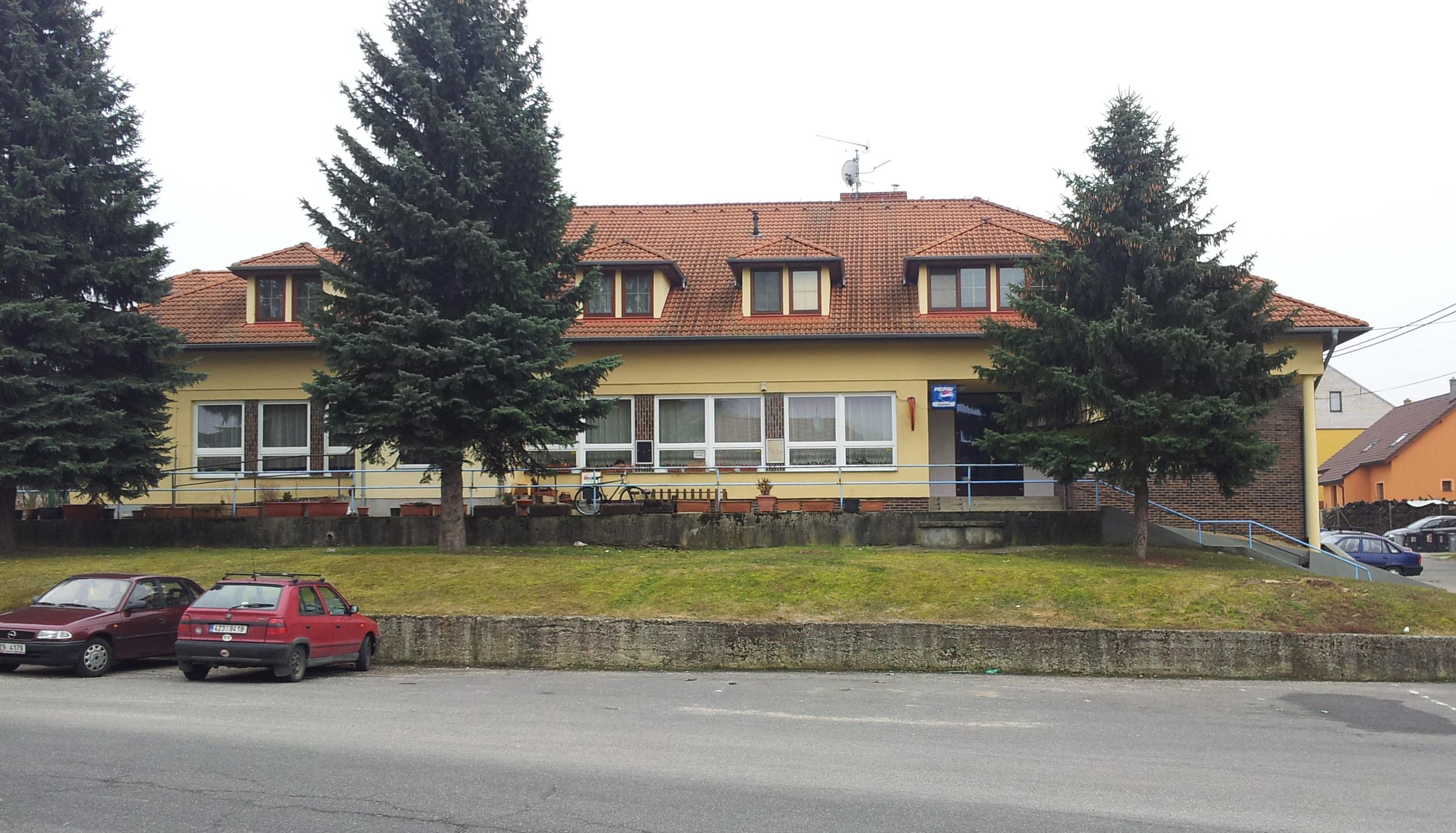
Hospoda
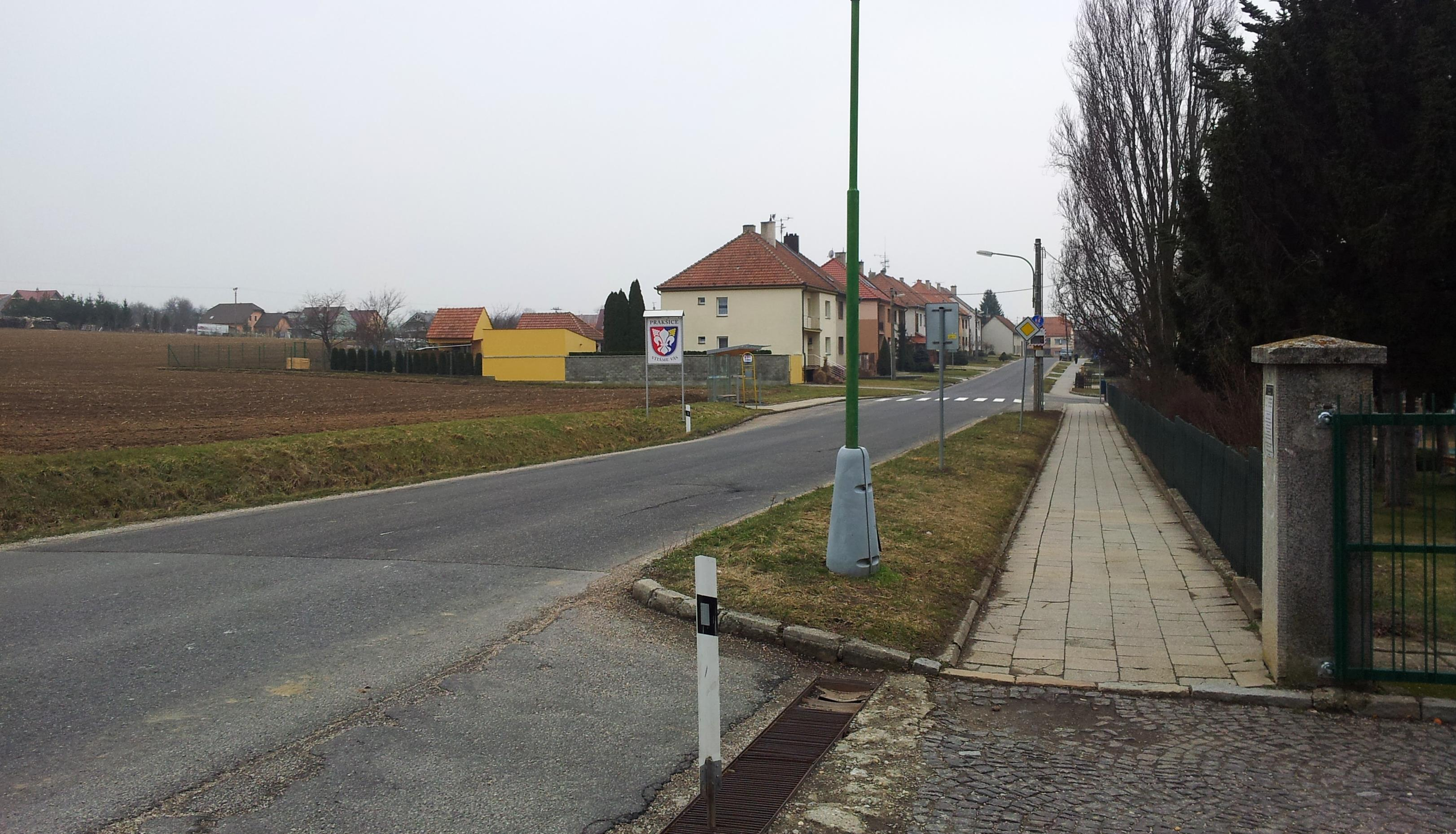
Začátek vesnice od Pašovic
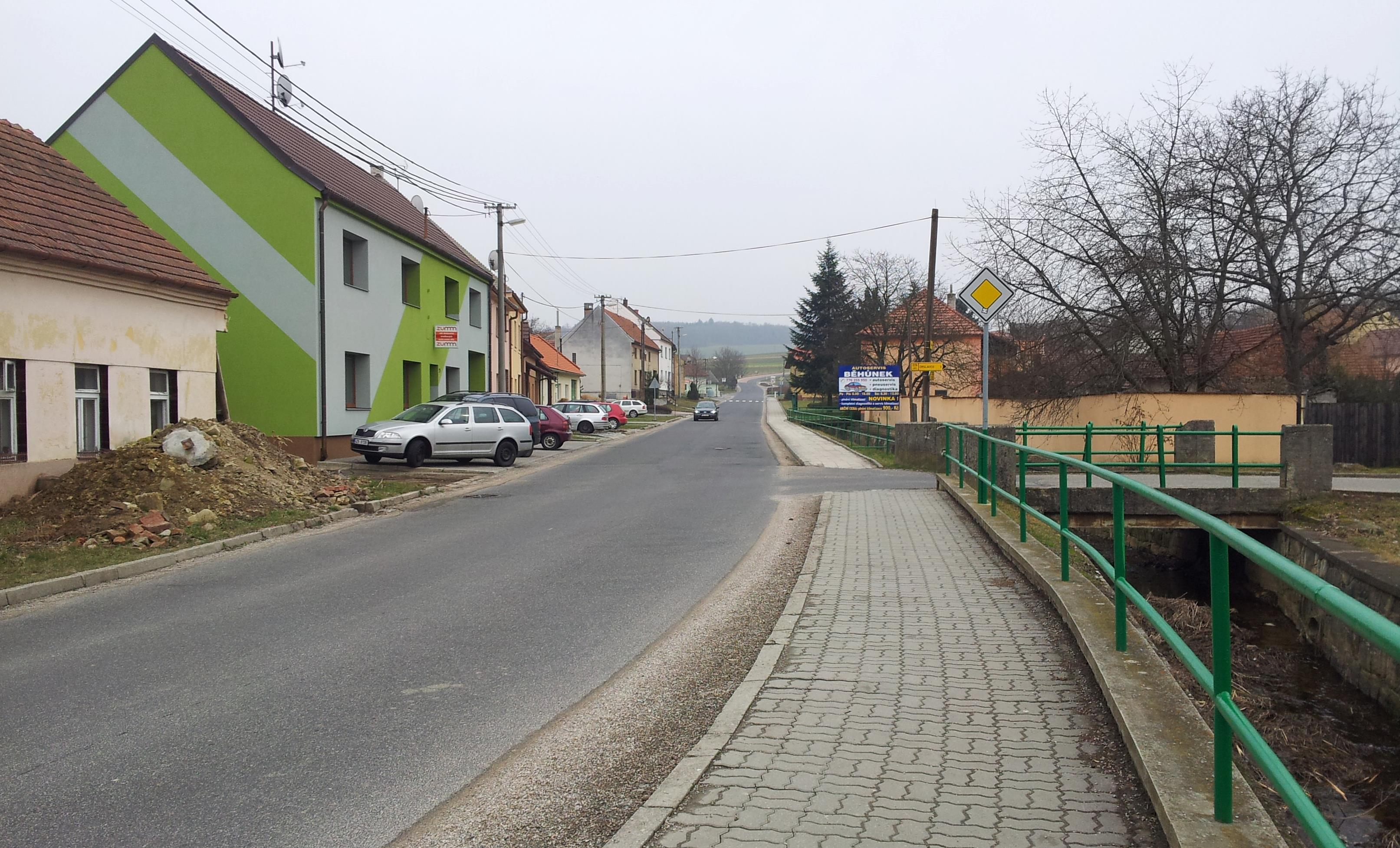
Konec vesnice směrem na Uherský Brod
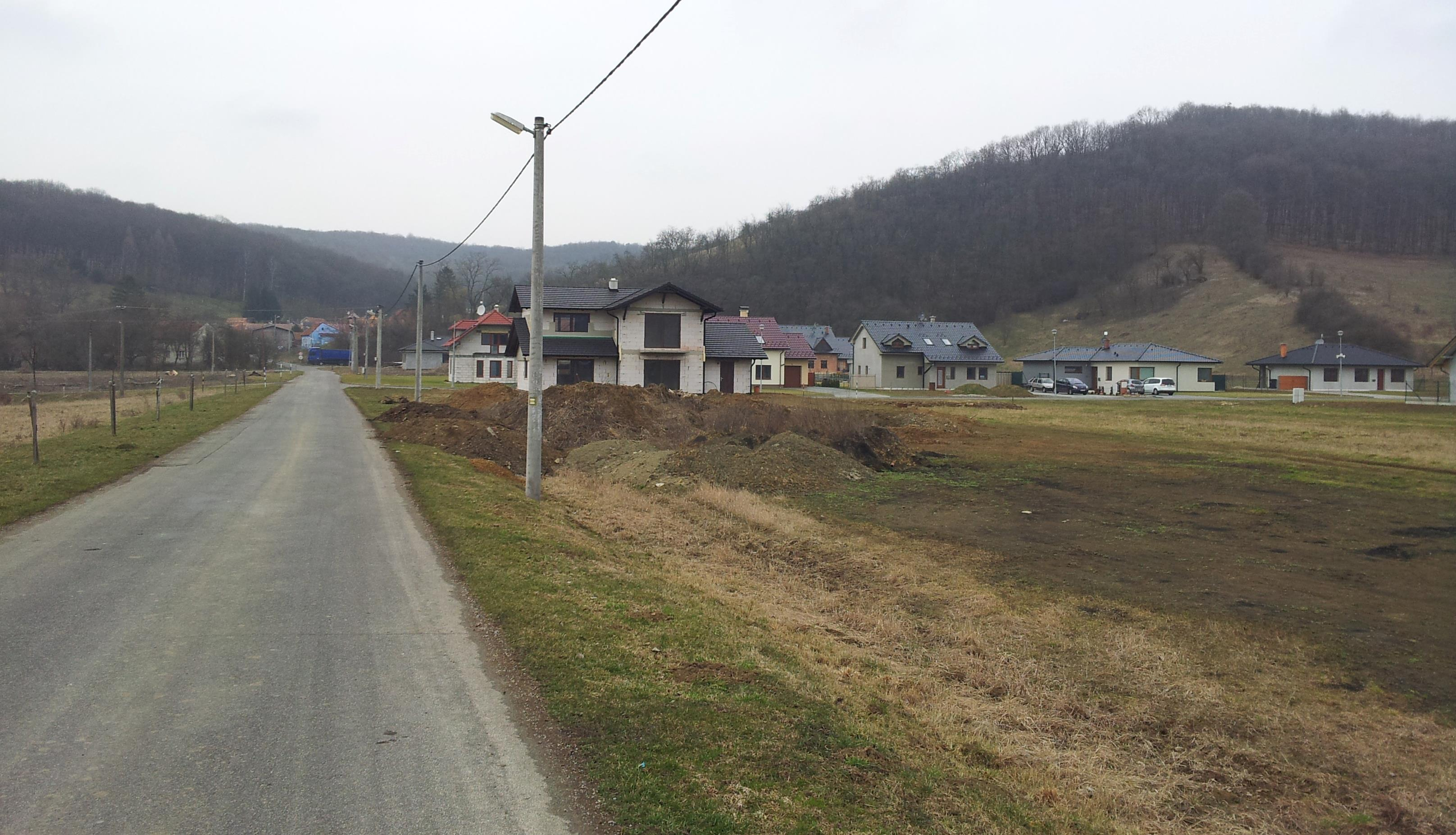
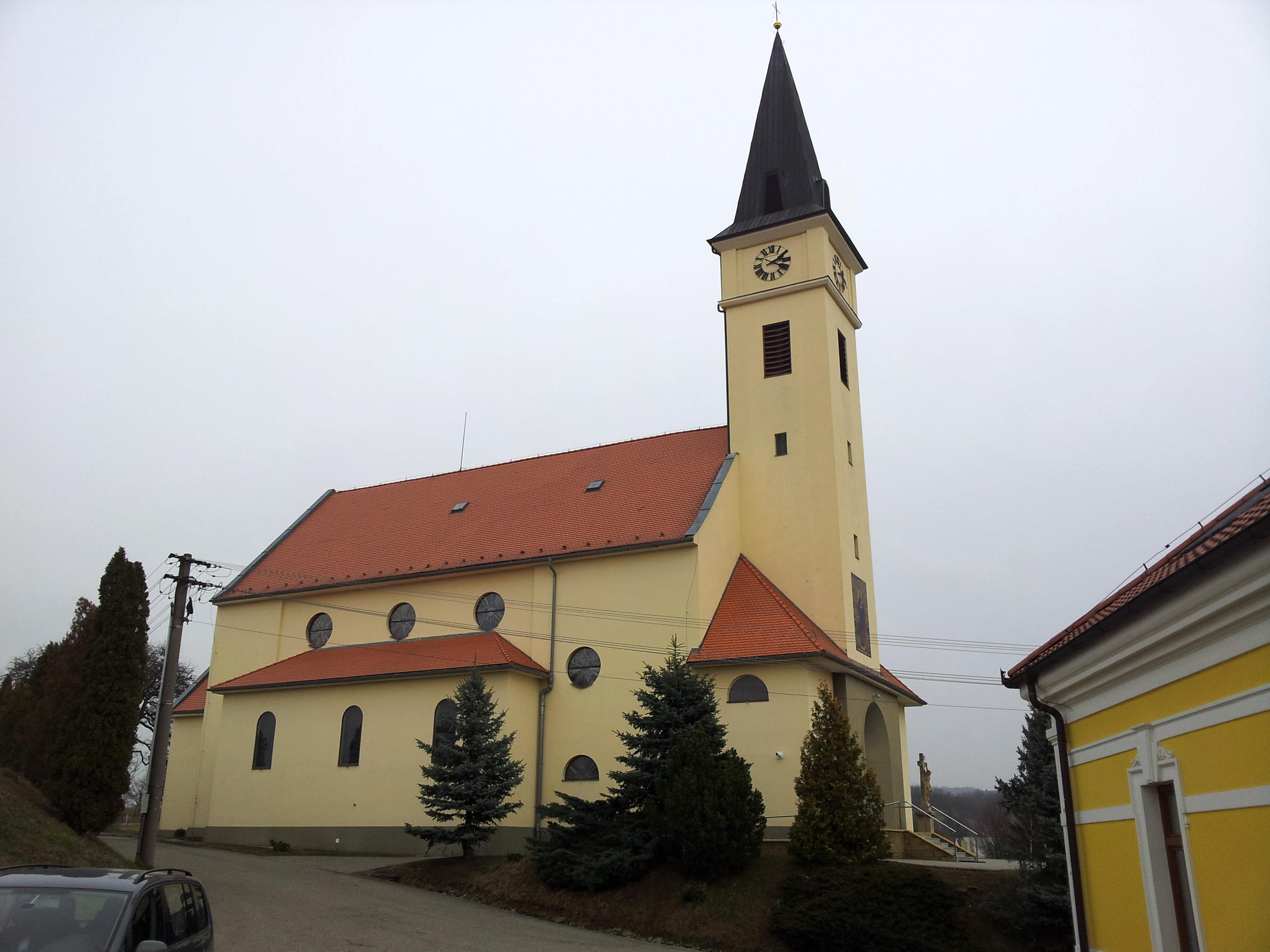
Kostel Krista Krále
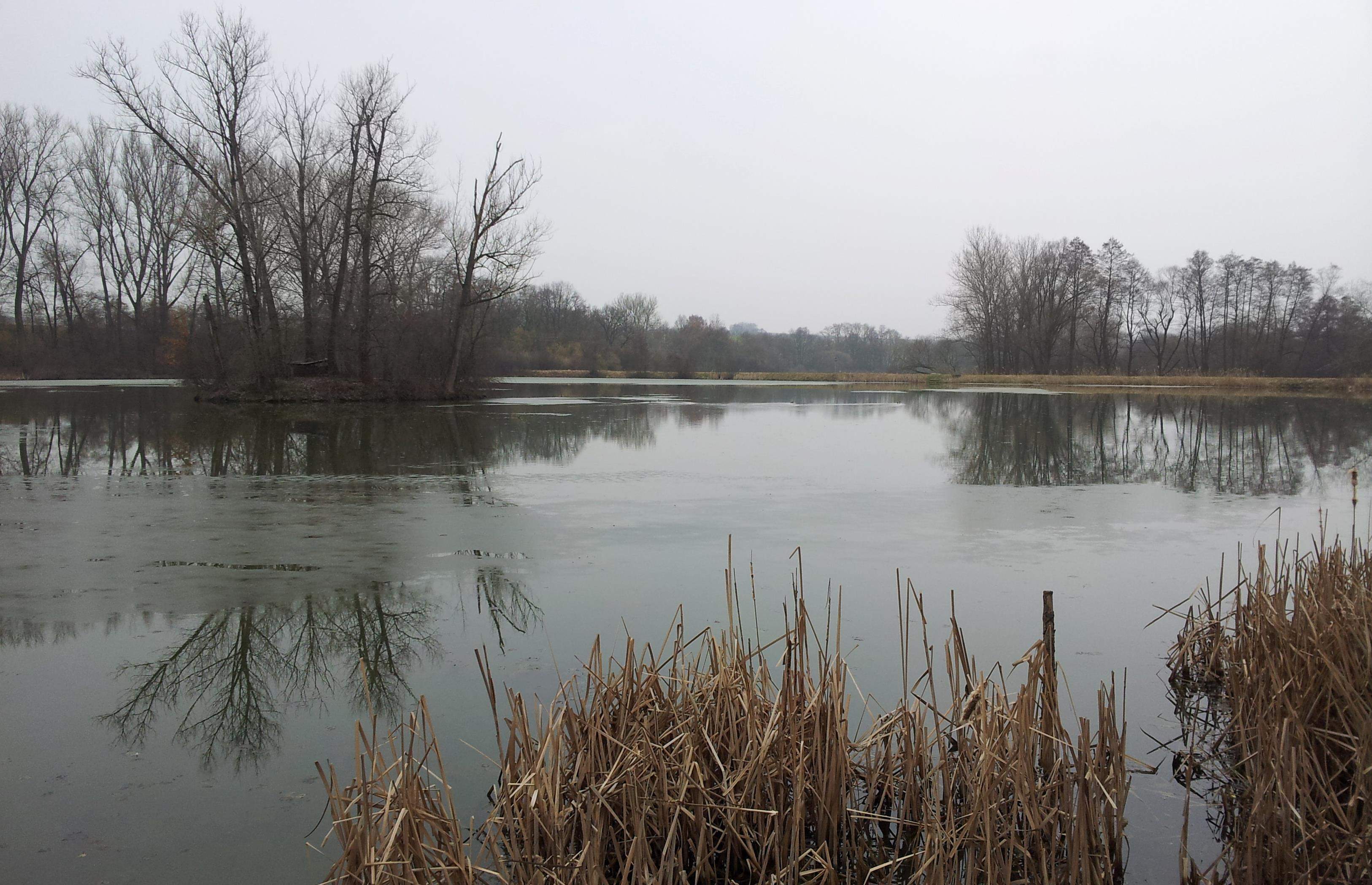
Prakšický rybník
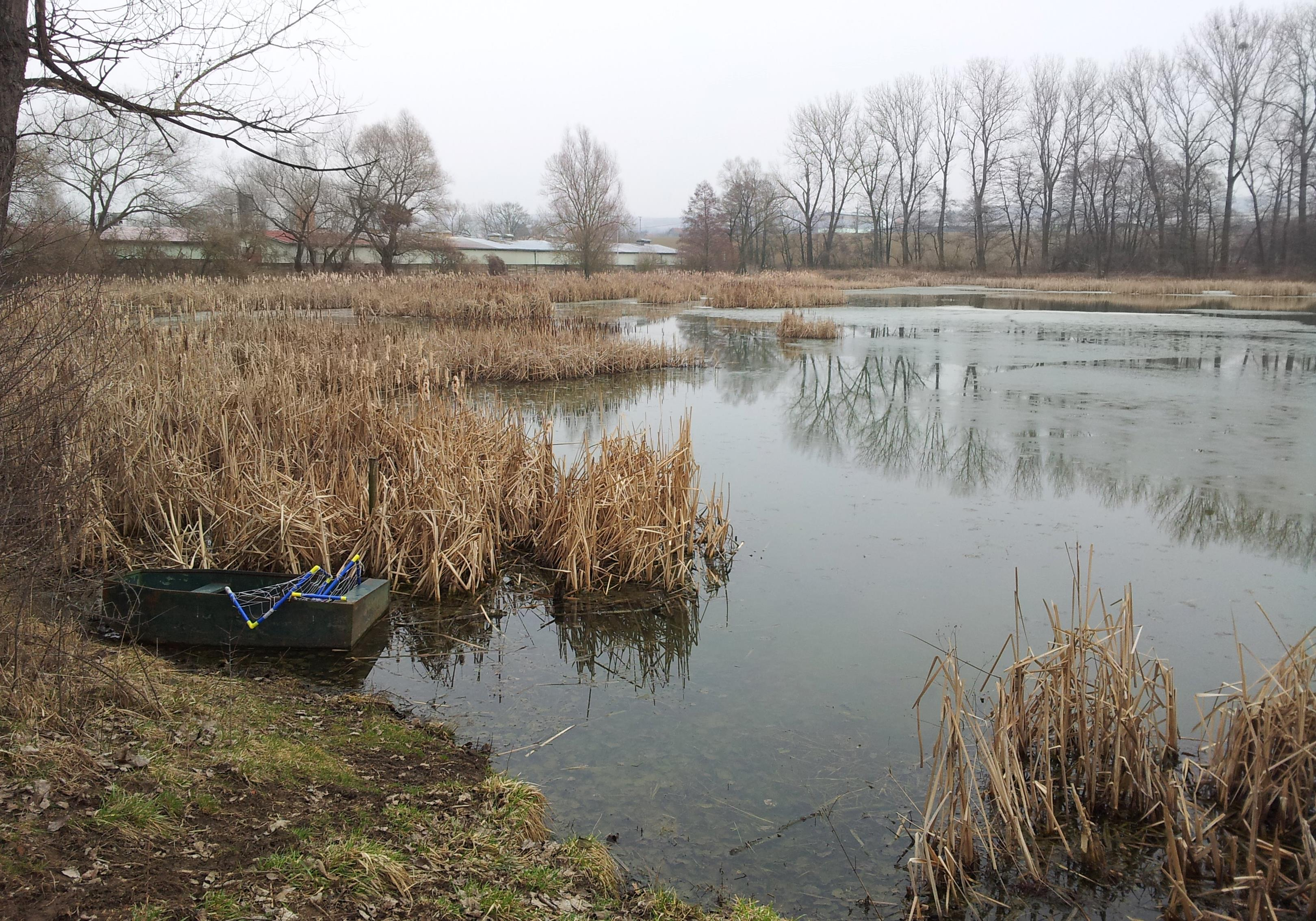
Prakšický rybník